# Planalto (Rio Grande do Sul)
Planalto é um município brasileiro do estado do Rio Grande do Sul. Sua população foi estimada em 10 084 habitantes, conforme dados do IBGE de 2019.

## Clima
Apresenta um clima do tipo subtropical úmido. A temperatura média anual é 19,5 °C, com máximas em torno de 38 °C em janeiro e 20 °C em julho e mínimas de 17 °C em janeiro e -3 °C em julho.
Os verões são moderadamente quentes, com temperaturas máximas que podem ultrapassar os 36 °C em certos dias. Os invernos tendem a ser úmidos e amenos, e não raramente durante os picos de frio observam-se temperaturas máximas de apenas um dígito e mínimas abaixo de 0 °C. Nos meses mais frios é comum a formação de geada e, mais ocasionalmente, a ocorrência de neve.
| Dados climatológicos para Planalto (Rio Grande do Sul)        | Dados climatológicos para Planalto (Rio Grande do Sul) | Dados climatológicos para Planalto (Rio Grande do Sul) | Dados climatológicos para Planalto (Rio Grande do Sul) | Dados climatológicos para Planalto (Rio Grande do Sul) | Dados climatológicos para Planalto (Rio Grande do Sul) | Dados climatológicos para Planalto (Rio Grande do Sul) | Dados climatológicos para Planalto (Rio Grande do Sul) | Dados climatológicos para Planalto (Rio Grande do Sul) | Dados climatológicos para Planalto (Rio Grande do Sul) | Dados climatológicos para Planalto (Rio Grande do Sul) | Dados climatológicos para Planalto (Rio Grande do Sul) | Dados climatológicos para Planalto (Rio Grande do Sul) | Dados climatológicos para Planalto (Rio Grande do Sul) |
| Mês                                                           | Jan                                                    | Fev                                                    | Mar                                                    | Abr                                                    | Mai                                                    | Jun                                                    | Jul                                                    | Ago                                                    | Set                                                    | Out                                                    | Nov                                                    | Dez                                                    | Ano                                                    |
| ------------------------------------------------------------- | ------------------------------------------------------ | ------------------------------------------------------ | ------------------------------------------------------ | ------------------------------------------------------ | ------------------------------------------------------ | ------------------------------------------------------ | ------------------------------------------------------ | ------------------------------------------------------ | ------------------------------------------------------ | ------------------------------------------------------ | ------------------------------------------------------ | ------------------------------------------------------ | ------------------------------------------------------ |
| Temperatura máxima média (°C)                                 | 39                                                     | 32                                                     | 26,7                                                   | 23,7                                                   | 20,7                                                   | 18,4                                                   | 19                                                     | 19,9                                                   | 21,2                                                   | 23,8                                                   | 26                                                     | 27,8                                                   | 24,8                                                   |
| Temperatura mínima média (°C)                                 | 17,5                                                   | 17,5                                                   | 16,3                                                   | 13,5                                                   | 10,9                                                   | 7,9                                                    | 3,2                                                    | 9,9                                                    | 11                                                     | 12,9                                                   | 14,8                                                   | 16,5                                                   | 12,6                                                   |
| Precipitação (mm)                                             | 121,6                                                  | 114,9                                                  | 121,3                                                  | 118,2                                                  | 131,3                                                  | 129,4                                                  | 153,4                                                  | 165,7                                                  | 206,8                                                  | 167,1                                                  | 141,4                                                  | 161,5                                                  | 1 732,6                                                |
| Fonte: Atlas Socio Econômico do Rio Grande do Sul (2000-2004) |                                                        |                                                        |                                                        |                                                        |                                                        |                                                        |                                                        |                                                        |                                                        |                                                        |                                                        |                                                        |                                                        |